# 園村 (愛知県)
園村（そのむら）は、愛知県北設楽郡にかつて存在した村。
現在の東栄町北部・北東部に該当する。

## 歴史
- 江戸時代、この地域は三河国設楽郡であり、天領、寺社領などであった。
- 1889年（明治22年）10月1日 - 御園村、西薗目村、東薗目村、足込村が合併し園村となる。
- 1955年（昭和30年）4月1日 - 本郷町、下川村、御殿村、園村の各村が合併。東栄町となる。

### 現在の地名
- 東栄町大字御園
- 東栄町大字西園目
- 東栄町大字東園目
- 東栄町大字足込

## 教育
- 園村立西薗目小学校（1959年廃校）
- 園村立東薗目小学校（1990年に下川小学校と統合し、東部小学校[1]となる）
- 園村立足込小学校（1990年に御園小学校と統合し、中央小学校[2]となる。）
- 園村立御園小学校（1990年に足込小学校と統合し、中央小学校となる。）
- 本郷町外3ヶ村組合立東部中学校（現：東栄町立東栄中学校）（本郷町、下川村、御殿村、園村の1町3村にて設立・運営。）